# Конференция ООН по проблемам окружающей среды 1972 года
Конференция ООН по проблемам окружающей человека среды (Стокгольмская конференция) состоялась 5-16 июня 1972 года. На этом международном форуме впервые обсуждалась концепция устойчивого развития, которая в настоящее время является наиболее популярной концепцией развития человечества. На конференции была создана Стокгольмская декларация, установившая 26 принципов сохранения окружающей среды.
На конференции 1972 года было признано права человека на «свободу, равенство и адекватные условия жизни в окружающей среде». Также был принят план действий из 109 пунктов, реализацией которого занялась предложенная на конференции организация ООН — Программа ООН по окружающей среде (ЮНЕП, создана в декабре 1972 года). Также был создан Фонд окружающей среды. В честь конференции был установлен Всемирный день окружающей среды — 5 июня.
Конференция привлекла значительное внимание к проблеме защиты окружающей среды. Например, в период 1971—1975 годов в странах ОЭСР были приняты 31 закон в области охраны среды. За десять лет после конференции было создано около ста министерств охраны окружающей среды.
Развитием Стокгольмской декларации стала декларация Рио, принятая в 1992 году на «Саммите Земли». Через 20 лет после принятия декларации Рио была проведена крупная конференция ООН по устойчивому развитию «Рио+20» (июнь 2012 года).